# 魏驹
魏桓子（？—前446年），又稱魏宣子，姬姓，魏氏，名驹，是中國春秋時期晉國大夫，魏氏世族的領袖，魏襄子魏侈之子。曾與韓康子、趙襄子合滅了擔任執政的中軍將智伯瑤，是為三家滅智。 

## 簡介
晉出公十七年（前458年），知氏聯合趙氏、魏氏與韓氏三大夫，瓜分了范氏和中行氏的土地和財產。知氏獨占了范氏和中行氏大部分故地，並取代趙氏而掌管晉國政事，成為四卿中最強的勢力，居晉國四大卿之首，並自稱「伯」。晉出公十八年（前457年），在討伐衛國回國後，與魏桓子、韓康子在藍台舉行宴會。
晉出公十九年（前456年），知瑤向韓康子取得了萬戶之邑，轉而向魏氏索求土地。魏桓子不希望無故割贈土地，謀士趙葭（任章）勸諫魏桓子應避知伯鋒芒，以免魏氏成為知氏單一攻擊目標；又說知瑤得到土地後必會愈加驕橫而輕敵，不斷向鄰國索地而造成各國恐懼，如是者魏氏可乘機與各國聯合圖謀知氏。魏桓子於是同樣答應向知伯割讓萬戶之邑。智伯高興之餘，再向趙氏索求藺、皋狼兩邑，卻被趙襄子拒絕，於是智伯於晉出公二十年（前455年），命韓康子與魏桓子出兵合攻趙襄子，水淹趙氏的根據地晉陽。但韓、魏兩家卻因為受到智伯的恐嚇威脅，加上趙氏家臣張孟談以「唇亡齒寒」的道理說服韓、魏之君，智氏在滅趙後必定以韓、魏作為下個目標。韓、魏二主本來就不滿平日囂張跋扈的智伯，聽了張孟談之言決定倒戈起事。於是三方密約共同擊敗智伯並族滅智氏，又瓜分了智氏的土地，是為晉陽之戰，為日後「三家分晉」奠下基礎。
周貞定王二十三年（晉哀公六年）（前446年），魏桓子死，子魏斯翌年繼位，是為魏文侯。